# Нормативна документація
Нормативна документація — документи, які встановлюють правила, загальні принципи чи характеристики різних видів діяльності або їхніх результатів.
Документи, що загалом складають нормативну документацію, містять вимоги безпеки, правила, загальні принципи, характеристики, які стосуються визначених видів діяльності або їх результатів і доступні широкому колу споживачів (користувачів).
Основними відмінностями від нормативно-правового акту є:
- відсутність у нормативному документі правових норм;
- вимоги та положення нормативних актів, на відміну від вимог та положень нормативно-правових актів, носять не обов'язковий, а рекомендаційний характер (якщо протилежне не встановлене відповідними законодавчими чи нормативно-правовими актами)[1];
- порядок розроблення, узгодження, введення в дію та ряд інших відмінностей.